# Псевдокаталіз
Псе́вдоката́ліз (англ. pseudo-catalysis) — пришвидшення реакції кислотами або основами, коли вони самі можуть витрачатися в ході реакції, хоча завдяки великому надлишкові або створенню буфера знаходяться в реагуючій системі практично в сталій концентрації. Механізми таких процесів часто нагадують механізми каталітичних реакцій, хоча не є такими в строгому розумінні.
Наприклад, якщо кислоти Бренстеда пришвидшують гідроліз естера до карбонової кислоти та спирту, це чистий кислотний каталіз, тоді як пришвидшення цією ж кислотою гідролізу амідів вже буде псевдокаталізом, бо кислота витрачається на утворення амонієвого йона.
Правила IUPAC допускають також використання термінів «загальний кислотний (основний) псевдокаталіз»; менш вдалим вважається для псевдоосновного каталізу вживання «каталіз, промотований основами».